# The Band
The Band je bila kanadsko-ameriška rock skupina, ki so jo prvotno sestavljali štirje Kanadčani —Rick Danko (bas, vokal), Garth Hudson (klaviature), Richard Manuel (klavir, vokal), in Robbie Robertson (kitara)—in en Američan, Levon Helm (bobni, mandolina, vokal). Člani skupine so se postopoma, eden po eden, med leti 1958 in 1963 pridružili podporni skupini Hawks rockabilly pevca Ronnieja Hawkinsa.
Leta 1964 so se po turneji ločili od Hawkinsa in izdali nekaj singlov pod imenoma Levon and the Hawks in Canadian Squires. Naslednje leto jih je najel Bob Dylan za svoji turneji, po ZDA leta 1965 in po svetu leta 1966. Po turneji leta 1966 se je skupina preselila k Dylanu v Saugerties v zvezni državi New York, kjer so v kleti hiše Big Pink leta 1967 pilili svojo glasbo in razvijali glasbeno identiteto. Zvočni zapiski teh seans, tako imenovani Trakovi iz kleti (The Basement Tapes) so bili podlaga za njihovega prvenca iz leta 1968, LP Glasba iz Big Pinka. Ker so vedno nastopali kot  ozadje, "skupina"  - band - za različne glavne osebe na mikrofonu, je ime "The Band" bilo skupini med vsemi alternativami najbliže. Skupina je začela nastopati kot The Band leta 1968 in sčasoma izdala deset studijskih albumov. Dylan je še naprej sodeloval z njimi, tako tudi na skupini  turneji leta 1974.  
Izvirne sestave skupine  je bilo konec z zaključkom turneje leta 1976 s  koncertom v živo s številnimi gosti. Koncert je ovekovečil  dokumentarni film Martina Scorseseja Zadnji Valček.. Skupina je šla zopet na pot leta 1983, vendar brez kitarista, Robertsona, ki se je odločil za solo kariero in za Hollywood v vlogi glasbenega producenta. Po predstavi leta 1986 je Manuel storil samomor. Preostali trije člani so nadaljevali s turnejami in s snemanjem albumov in z nizom glasbeniki, ki so zapolnjevali mesti Manuela in Robertsona. V  poslednji sestavi skupine so poleg treh veteranov igrali Richard Bell (klavir), Randy Ciarlante (bobni), in Jim Weider (kitara). Danko je leta 1999 umrl zaradi srčne kapi, nakar se je skupina dokončno razšla. Helmu so leta 1998 diagnosticirali raka na grlu, tako da več let ni mogel peti, vendar se mu je glas sčasoma vrnil. Do svoje smrti 2012 je dalje nastopal in izdal več uspešnih albumov.
Skupina je bila leta 1989 sprejeta v Kanadski hram slavnih glasbenikov in leta 1994 v Hram slavnih rokenrola. Leta 2004 jih je Rolling Stone 50 uvrstil na 50. mesto na seznamu 100 največjih umetnikov vseh časov. Leta 2008 jim je Grammy podelil Nagrado za življenjsko delo.  Njihovo skladbo "Teža" je Rolling Stone leta 2004 uvrstil na 41. mesto med 500 največjimi pesmi vseh časov.